# Тайбэйский зоопарк (станция метро)
«Тайбэйский Зоопарк» (англ. Taipei Zoo; кит. 動物園) — конечная станция линии Вэньху Тайбэйского метрополитена. Станция «Тайбэйский Зоопарк»  была открыта 28 марта 1996 года. Находится на территории района Вэньшань в Тайбэе. Следующая станция — Мучжа.

## Техническая характеристика
Станция «Тайбэйский зоопарк» — эстакадная с боковыми платформами. Для перехода на противоположную платформу оборудован мостик над путями. На станции есть два выхода, оборудованных эскалаторами и лифтами. На станции установлены платформенные раздвижные двери.

## Путевое развитие
За станцией располагается обслуживающее линию электродепо Мучжа.

## Перспективы
В будущем у станции «Тайбэйский Зоопарк» должен появиться переход на Кольцевую линию, которая сейчас находится в стадии проектирования.

## Близлежащие достопримечательности
Недалеко от станции расположены Тайбэйский зоопарк и туристическая канатная дорога Маокун (англ. Maokong Gondola; кит. 貓空纜車).